# Jüdische Gemeinde Trabelsdorf
Eine jüdische Gemeinde in Trabelsdorf, einem Gemeindeteil von Lisberg im Landkreis Bamberg im nördlichen Bayern, hat spätestens seit Anfang des 17. Jahrhunderts bestanden.

## Geschichte
Nachweisbar sind Juden in Trabelsdorf seit 1736, jedoch wurde erst 1810 eine Synagoge genannt. 1904 schloss sich die jüdische Gemeinde Lisberg der von Trabelsdorf an. Insgesamt hatte danach die Gemeinde elf religionsmündige männliche Mitglieder. Als die jüdische Gemeinde Walsdorf auch nur noch sechs Gemeindemitglieder besaß, schloss sich diese Gemeinde 1907 auch der von Trabelsdorf an. Die Juden in Trabelsdorf wohnten verstreut im Ort. Sie bestatteten ihre Toten in Lisberg.
Die jüdische Gemeinde gehörte seit 1825 zum Distriktsrabbinat Bischberg, dessen Sitz 1826 nach Burgebrach verlegt wurde.

## Synagoge
Eine Synagoge wurde um 1800 erbaut und im Gebäude befanden sich auch Schulräume und eine Lehrer- bzw. Vorsängerwohnung. Bis 1884 war auch ein rituelles Bad vorhanden.
Beim Novemberpogrom 1938 zerstörten SA-Leute aus Bamberg, unterstützt von Dorfbewohnern, die Inneneinrichtung der Synagoge und die Ritualgegenstände. Um die Nachbarhäuser nicht zu gefährden wurde die Synagoge nicht angezündet. Das Synagogengebäude wurde 1940 für 800 Reichsmark von der Gemeinde erworben und fiel nach dem Krieg an den Freistaat Bayern. Das Gebäude der Synagoge wurde später an Privatleute verkauft und ist als Wohnhaus bis heute erhalten.

## Schule
Von 1826 bis 1869 gingen die Kinder der jüdischen Gemeinden Trabelsdorf, Lisberg, Walsdorf und Kolmsdorf in die neu gegründete Religionsschule in Kolmsdorf. 1869 wurde die Schule nach Trabelsdorf und Walsdorf verlegt.

## Nationalsozialistische Verfolgung
Im Jahr 1933 lebten noch 18 jüdische Personen in Trabelsdorf. Auf Grund der zunehmenden Repressalien und der Folgen des wirtschaftlichen Boykotts verließen vier jüdische Gemeindeglieder den Ort. Die Familie Mahler emigrierte in die USA. Am 17. Februar 1936 wurde in das Haus des Kaufmanns Silbermann eingebrochen und der Besitzer wurde schwer misshandelt. Der Täter wurde gefasst und zu einem Jahr Gefängnis verurteilt. Am 25. April 1942 wurden die letzten neun jüdischen Einwohner nach Izbica deportiert.
Das Gedenkbuch des Bundesarchivs verzeichnet 24 in Trabelsdorf geborene jüdische Bürger, die dem Völkermord des nationalsozialistischen Regimes zum Opfer fielen.

## Gemeindeentwicklung
| Jahr    | Gemeindemitglieder                     |
| ------- | -------------------------------------- |
| 1809/10 | 59 Personen 16,3 % der Einwohnerschaft |
| 1811/12 | 63 Personen 19,3 % der Einwohnerschaft |
| 1824    | 74 Personen 20,1 % der Einwohnerschaft |
| 1840    | 80 Personen 19,6 % der Einwohnerschaft |
| 1852    | 67 Personen 14,8 % der Einwohnerschaft |
| 1867    | 64 Personen 13,4 % der Einwohnerschaft |
| 1890    | 66 Personen 16,5 % der Einwohnerschaft |
| 1900    | 59 Personen 14,6 % der Einwohnerschaft |
| 1933    | 18 Personen                            |